# Strigula
Strigula is een geslacht van zakjeszwammen behorend tot de familie Strigulaceae. Er is geen typesoort aangewezen. Het lectotype is Strigula smaragdula.

## Soorten
Volgens Index Fungorum telt het geslacht 47 soorten (peildatum februari 2023):
| Soortnaam                   | Auteur(s)                            | Publicatiejaar |
| --------------------------- | ------------------------------------ | -------------- |
| Strigula acuticonidiarum    | S.H. Jiang, X.L. Wei & J.C. Wei      | 2017           |
| Strigula angustata          | Cl. Roux & Sérus.                    | 2004           |
| Strigula antillarum         | (Fée) Müll. Arg.                     | 1885           |
| Strigula bella              | G. Thor, Lücking & Tat. Matsumoto    | 2000           |
| Strigula caerulensis        | P.M. McCarthy                        | 2009           |
| Strigula concreta           | (Fée) R. Sant.                       | 1952           |
| Strigula cylindrospora      | (Syd. & P. Syd.) W.J. Li & K.D. Hyde | 2020           |
| Strigula depressa           | J.J. Woo, Lücking & Hur              | 2020           |
| Strigula fossulicola        | P.M. McCarthy, Streimann & Elix      | 1996           |
| Strigula fossulicoloides    | Sérus.                               | 2004           |
| Strigula graphidicola       | Diederich & Common                   | 2019           |
| Strigula guangdongensis     | S.H. Jiang, J.C. Wei & Lücking       | 2021           |
| Strigula guangxiensis       | S.H. Jiang, X.L. Wei & J.C. Wei      | 2017           |
| Strigula indutula           | (Nyl.) R.C. Harris                   | 1995           |
| Strigula intermedia         | S.H. Jiang, J.C. Wei & Lücking       | 2021           |
| Strigula janeirensis        | (Müll. Arg.) Lücking                 | 1998           |
| Strigula lacericola         | P.M. McCarthy                        | 2009           |
| Strigula laevis             | S.H. Jiang, J.C. Wei & Lücking       | 2021           |
| Strigula lobulosa           | Kunze ex Fr.                         | 1830           |
| Strigula macrocarpa         | Vain.                                | 1923           |
| Strigula microcarpa         | S.H. Jiang, J.C. Wei & Lücking       | 2021           |
| Strigula minor              | (Vězda) Cl. Roux & Sérus.            | 2000           |
| Strigula minuta             | Lücking                              | 2008           |
| Strigula multiformis        | J.J. Woo, Lücking & Hur              | 2020           |
| Strigula multipunctata      | (G. Merr. ex R. Sant.) R.C. Harris   | 1995           |
| Strigula nigrocarpa         | Lücking                              | 2008           |
| Strigula nitidula           | Mont.                                | 1845           |
| Strigula novae-zelandiae    | (Nag Raj) Sérus.                     | 1998           |
| Strigula obducta            | (Müll. Arg.) R.C. Harris             | 1995           |
| Strigula oceanica           | P.M. McCarthy, Streimann & Elix      | 1996           |
| Strigula oleistrata         | M. Ford, D.J. Blanchon & de Lange    | 2019           |
| Strigula perparvula         | Diederich & Common                   | 2019           |
| Strigula platypoda          | (Müll. Arg.) R.C. Harris             | 1995           |
| Strigula prasina            | Müll. Arg.                           | 1885           |
| Strigula pseudoantillarum   | S.H. Jiang, J.C. Wei & Lücking       | 2021           |
| Strigula pseudosubtilissima | S.H. Jiang, J.C. Wei & Lücking       | 2021           |
| Strigula pycnoradians       | S.H. Jiang, J.C. Wei & Lücking       | 2021           |
| Strigula pyrenuloides       | Aptroot                              | 2020           |
| Strigula schizospora        | R. Sant.                             | 1952           |
| Strigula sinoaustralis      | S.H. Jiang, X.L. Wei & J.C. Wei      | 2016           |
| Strigula sinoconcreta       | S.H. Jiang, J.C. Wei & Lücking       | 2021           |
| Strigula smaragdula         | Fr.                                  | 1830           |
| Strigula stenoloba          | S.H. Jiang, J.C. Wei & Lücking       | 2021           |
| Strigula subelegans         | Vain.                                | 1923           |
| Strigula subtilissimoides   | S.H. Jiang, J.C. Wei & Lücking       | 2021           |
| Strigula univelbiserialis   | S.H. Jiang, X.L. Wei & J.C. Wei      | 2017           |
| Strigula wandae             | M. Cáceres & Lücking                 | 2003           |